# Atsushi Yoshimoto
Atsushi Yoshimoto (吉本 淳 Yoshimoto Atsushi?), född 14 januari 1982 i Shizuoka prefektur, är en japansk före detta fotbollsspelare.
Yoshimoto började sin karriär 2004 i Thespa Kusatsu. Han spelade 82 ligamatcher för klubben. Efter Thespa Kusatsu spelade han för Shizuoka FC och V-Varen Nagasaki. Han avslutade karriären 200.